# Довжанська волость (Волинська губернія)
Довжанська волость — історична адміністративно-територіальна одиниця Острозького повіту Волинської губернії Російської імперії. Волосний центр — село Довжок.

## Історія
Довжоцька волость існувала до 1923 року. До кінця 1920 року волость входила до складу Острозького повіту.
18 березня 1921 року, після підписання мирної угоди («Ризький мир») між РРФСР і УСРР, з одного боку, та Польщею — з другого, був прокладений новий державний кордон, який поділив Волинську губернію на дві частини — до Польщі відійшли 6 повітів губернії, а також 5 волостей Острозького повіту, інші дев'ять волостей, у тому числі Довжанська, відійшли до Заславського повіту УСРР.
Кордон "відрізав" на польський бік 5 сіл волості — Дуліби, Майків, Пашуки, Крилів, Черниця, — до Острозького повіту. Після 1939 року ці села не були приєднані до складу Хмельницької області, а увійшли до складу новоствореної Рівненської області.
7 березня 1923 року замість повітів і волостей був запроваджений поділ губерній на округи та райони. Волость увійшла до складу Ганнопільського району, Шепетівської округи.
Зараз більша частина територія колишньої волості знаходиться в межах Славутського району, Хмельницької області.

## Адміністративний устрій
Станом на 1885 рік волость складалася з 11 поселень та 9 сільських громад. Населення — 5844 осіб (2846 чоловічої статі та 2998 — жіночої), 553 дворових господарства.
Основні поселення волості:
- Довжок — колишнє власницьке село, при струмкові Галеболото за 34 версти від повітового міста, 742 особи, 95 дворів, православна церква, постоялий будинок, вітряк.
- Киликиїв — колишнє державне містечко при річці Кирчик, 1090 осіб, 107 дворів, православна церква, школа, 3 ярмарки.
- Клепачі — колишнє власницьке село при річці Нирка, 588 осіб, 77 дворів, православна церква, школа, постоялий будинок, вітряк.
- Крилів — колишнє державне село, 1201 особа, 93 двори, православна церква, школа, постоялий будинок.
- Малий Скнит — колишнє власницьке село при річці Заката, 409 осіб, 41 двір, православна церква.
- Плоска — колишнє власницьке село, 326 осіб, 33 двори, православна церква, постоялий будинок, 2 водяних млини, винокурний завод.
- Черниця — колишнє державне село при річці Грабарка, 556 осіб, 47 дворів, православна церква, школа, постоялий будинок.